# کوفج
کوچ، کوفج یا کوفیج (به عربی: قُفص)، یکی از قبایل سنی مذهب، و همراه با بلوچ ها (به عربی: بلوص یا بلوش) در جنوب استان کرمان و سلسله کوه‌های بارز و کوه‌های اطراف جیرفت زندگی می‌کردند.

## پیشینه
در حدود العالم آمده است:
 کوفج مردمانی اند بر کوه کوفج و کوهیانند و ایشان هفت گروهند و هر گروهی را مهتری است و این کوفجان نیز مردمانی اند دزدپیشه و شبان و برزگر
در عهد امرای آل بویه، احمد معزالدوله که از طرف بردارش مأمور فتح کرمان بود، با وجود فتح این شهر، نتوانست به‌راحتی این قبایل سرکوب و مطیع امر حکومت آل بویه کند تا اینکه سرانجام در عهد سلاجقه، قاوُرد توانست با استفاده از حیله، در جریان مهمانی همهٔ سران آنها را بکشد و هفت قبیلهٔ کوفج را مطیع خود سازد.
یاقوت حموی به سرزمین بلوچ ها اشاره می کند و در انتها در مورد مسکن کوچ(یا کوفج) می‌نویسد: 
بلوص (بلوچ) نام تیره ای مانند کردان هستند در سرزمینی گسترده در کرمان و مکران که به بلاد البلوصان (بلوچستان) شناخته می‌شود ساکن هستند. بلوص ها نیز همراه با قفص ها(کوچ ها) در دامنه‌های کوه‌های قفص (جبال بارز) زندگی می‌کنند و از هیچ‌کس جز از بلوص ها (بلوچ ها) نمی‌ترسند.

انصاری دمشقی می‌نویسد: 
دیگر از سرزمین‌های کرمان کوه‌های هفت‌گانه قفص هستند. در کوه‌های بارز که یکی از آنان هفت کوه است گروه‌های بی شماری از قفص ها (کوچ) و بلوص ها (بلوچ) در جای گزیده‌اند.